# Sphecodes hyalinatus
Sphecodes hyalinatus ist eine parasitische Biene (Hautflügler) aus der Familie der Halictidae. Sie wird auf Deutsch auch Durchscheinende Blutbiene genannt.

## Merkmale
Sphecodes hyalinatus ist ca. 5 bis 7,5 mm lang und damit eine der kleineren Vertreter ihrer Gattung. Bei den Weibchen sind die Basen der Tergite 2 und 3 praktisch nicht punktiert. Der schwarze Thorax ist dichter punktiert als bei anderen Arten der Gattung. Kopf und Thorax sind schwarz, der Hinterleib ist rot, nur die beiden letzten Segmente sind schwarz. Der Körper der Weibchen ist schütter behaart, die Unterseite des Thorax ist hell behaart. Die Männchen sind etwas kleiner als die Weibchen, sie sind am Kopf um die Basis der Antennen hell behaart. Sie können nur anhand der Genitalien sicher bestimmt werden.

## Verbreitung
Diese Blutbiene ist nahezu über die ganze Paläarktis verbreitet. Sie ist von den spanischen Pyrenäen über Europa bis zur Oblast Magadan im äußersten Osten Russlands verbreitet. Im Norden ist die Art in Skandinavien bis über 68°N und bis Murmansk, im Süden bis Sizilien und Thessalien in Griechenland zu finden. Aus der Türkei ist sie nicht bekannt. In Mitteleuropa ist sie fast überall nachgewiesen und mehr oder weniger häufig.

## Lebensraum
S. hyalinatus zeigt keine strenge Habitatbindung, sie kommt an sonnigen Stellen vor, oft in steinigen Steppengebieten, wo auch ihre Wirte zu finden sind.

## Wirte
S. hyalinatus parasitiert vor allem an den Furchenbienen Lasioglossum fratellum und an L. fulvicorne, vermutlich auch an L. quadrinotatulum.

## Lebensweise
Sphecodes ephippus ist wie alle Arten der Gattung eine Kuckucksbiene, d. h. die Eier werden in Nester anderer Bienen gelegt. Die Weibchen sammeln keinen Pollen, sie fliegen von Mitte April bis Anfang September, die Männchen fliegen von Mitte Juni bis Anfang September. Näheres siehe zum Beispiel bei  S. crassus.

## Taxonomie
S. hyalinatus ist nahe verwandt mit S. ferruginatus und drei weiteren Arten, die nur im Osten Russlands und Japan vorkommen. Die Artengruppe heißt Sphecodes hyalinatus-Gruppe.